# Melhania muricata
Melhania muricata är en malvaväxtart som beskrevs av Isaac Bayley Balfour. Melhania muricata ingår i släktet Melhania och familjen malvaväxter. Inga underarter finns listade i Catalogue of Life.